# The Origin of Love
«The Origin of Love» (en español: El origen del amor) es una canción escrita por Stephen Trask perteneciente al show musical Hedwig and the Angry Inch y la subsecuente película. La letra está basada en la historia de Aristófanes del diálogo El banquete de Platón.

## Orígenes
En El banquete, se lleva a cabo una fiesta con una serie de diálogos en homenaje a Eros, el dios griego del amor. The Origin of Love está tomado del diálogo realizado por el dramaturgo Aristófanes.
De acuerdo al diálogo, hace mucho tiempo, la gente estaba compuesta por dos personas unidas por sus espaldas, con dos caras y ocho miembros. Los hombre con hombre provenían del Sol, los mujer con mujer venían de la Tierra y los hombre con mujer de la Luna. Los dioses, llenos de celos, los separan por la mitad. Ahora, en todas las partes de nuestra vida, tratamos de encontrar nuestra "otra mitad", y las relaciones sexuales son el único medio que tenemos para volver a unir estas dos mitades; ese deseo de ser una sola persona nuevamente es lo que llamamos amor. Sin embargo, es imposible volver a unir a dos personas por completo, debido a que es el alma, y no los cuerpos, la que más desea esa re-unión.

## La canción
La canción fue originalmente una idea de Mitchell, a la que Trask enfocó con ambivalencia. Trask se refirió a la canción: "Cuando empecé a escribir esta canción, la única forma de escribir era como si fuera un libro ilustrado. Entonces lo escribí, todas las imágenes en él, y la forma en que está contada la historia, como el lenguaje, es como si fuera un libro del Dr. Seuss."
La canción fue realizada en la película por la banda "Cheater", creada por Stephen Trask, Theodore Liscinski, Rob Campbell y Michael Aronov, con las voces de John Cameron Mitchell y Miriam Shor. De acuerdo con Internet Movie Database, las apariciones de los vocalistas para esta canción fueron grabadas en vivo para la película.
La animación que acompaña a la canción en la película fue dibujada por Emily Hubley.